# Romaniwka (rejon kramatorski)
Romaniwka (ukr. Романівка) – wieś na Ukrainie, w obwodzie donieckim, w rejonie kramatorskim, w hromadzie Illiniwka. W 2001 liczyła 155 mieszkańców.

## Urodzeni
- Muza Konsułowa - ukraińska architekt.